# 亜リン酸トリエチル
亜リン酸トリエチル (あリンさんトリエチル、英語: Triethylphosphite) は、化学式P(OCH2CH3)3またはP(OEt)3の有機リン化合物である。無色の液体で、有機金属化学における配位子や有機合成化学における試薬として用いられる。リン(III)中心が3つのエトキシド基と結合した構造をしている。31PNMRスペクトルは、リン酸標準に対して、+139ppm近辺にシグナルを持つ。
亜リン酸トリエチルは、三塩化リンを第三級アミン等の塩基中、エタノールで処理することにより得られる。
PCl3  +  3 EtOH  +  3 R3N   →   P(OEt)3  +  3 R3NH+Cl-
塩基がない場合、この反応により亜リン酸ジエチル((EtO)2P(O)H)が生じる。多くの関連化合物を同様に作ることができる。亜リン酸トリイソプロピルがその一例である。

## 配位子として
錯体化学や均一系触媒において、亜リン酸トリエチルは、柔らかい塩基として用いられる。錯体は一般的に脂溶性で、金属は低い酸化数にある。例として、無色の錯体FeH2(P(OEt)3)4やNi(P(OEt)3)4がある。